# BET Awards 2011
Die BET Awards 2011 waren die elften von Black Entertainment Television (BET) vergebenen BET Awards, die an  Künstler in den Bereichen Musik, Schauspiel, Film und anderen Unterhaltungsgebieten vergeben wurden.
Die Verleihung fand am 26. Juni 2011 im Shrine Auditorium, Los Angeles, Kalifornien statt. Die Moderation übernahm Kevin Hart.
Den Preis für das Lebenswerk erhielt Patti LaBelle, den Humanitarian Award erhielt Steve Harvey.
Die meisten Auszeichnungen mit vier gewann Chris Brown.

## Liveauftritte
- Mary J. Blige (featuring Anita Baker/DJ Khaled/Jadakiss) – Mary Jane (All Night Long), You Bring Me Joy, Real Love, Caught Up In The Rapture, It Ain't Over Til It's Over
- Rick Ross (featuring DJ Khaled/Lil Wayne/Ace Hood) – Aston Martin Music, Hustle Hard
- Jill Scott – Rolling Hills
- The Five Heartbeats & After 7 – Nights Like This
- Simbi Khali – Can't Get Enough
- Snoop Dogg/Warren G – Regulate
- Patti LaBelle – Love, Need and Want You, Lady Marmalade
- Chris Brown/Busta Rhymes/Lil Wayne – Look at Me Now, She Ain’t You, Paper, Scissors, Rock
- Alicia Keys (featuring Bruno Mars/Rick Ross) – Typewriter, A Woman's Worth, Maybach Music, Fallin
- Big Sean (featuring Chris Brown) – My Last
- Cherrelle/Alexander O’Neal – Saturday Love
- Trey Songz – Unusual, Love Faces
- Kelly Rowland – (featuring Trey Songz) – Motivation
- Deitrick Haddon/Mary Mary/Donnie McClurkin – Thank You Lord
- Cee–Lo Green/Marsha Ambrosius/Shirley Caesar – Somebody Loves You Baby (You Know Who It Is), If Only You Knew, You Are My Friend
- DJ Khaled (featuring Drake/Lil Wayne/Rick Ross) – I'm on One
- Queen Latifah – The Revolution Will Not Be Televised
- Ledisi – Out on a Limb
- Beyoncé – Best Thing I Never Had and End of Time live from Glastonbury.

## Gewinner und Nominierte
Die Gewinner sind fett markiert und vorangestellt.
| Video of the Year | Viewers’ Choice |
| --- | --- |
| - Chris Brown feat. Lil Wayne & Busta Rhymes – Look at Me Now - Marsha Ambrosius – Far Away - B.o.B feat. Hayley Williams – Airplanes - Keri Hilson – Pretty Girl Rock - Willow Smith – Whip My Hair - Kanye West – Runaway | - Chris Brown feat. Lil Wayne & Busta Rhymes – Look at Me Now - Lil Wayne feat. Cory Gunz – 6 Foot 7 Foot - Mindless Behavior – My Girl - Nicki Minaj feat. Drake – Moment 4 Life - Rihanna feat. Drake – What’s My Name? - Trey Songz feat. Nicki Minaj – Bottoms Up                                     |
| Best Female Hip Hop Artist | Best Male Hip Hop Artist |
| - Nicki Minaj - Cymphonique - Diamond - Lola Monroe | - Kanye West - B.o.B - Drake - Lil Wayne - Rick Ross |
| Best Female R&B Artist | Best Male R&B Artist |
| - Rihanna - Marsha Ambrosius - Jennifer Hudson - Beyoncé - Keri Hilson | - Chris Brown - Usher - Cee-Lo Green - Bruno Mars - Trey Songz |
| Best Group | Best New Artist |
| - Diddy-Dirty Money - Cali Swag District - N.E.R.D - New Boyz - Travis Porter | - Wiz Khalifa - J. Cole - Bruno Mars - Miguel - Willow Smith |
| Best Gospel Artist | Best Collaboration |
| - Mary Mary - Byron Cage - Deitrick Haddon - Karen Clark Sheard - BeBe & CeCe Winans | - Chris Brown feat. Lil Wayne and Busta Rhymes – Look at Me Now - B.o.B feat. Hayley Williams – Airplanes - Kanye West feat. Rihanna – All of the Lights - Chris Brown feat. Kevin McCall & Tyga – Deuces - Waka Flocka Flame feat. Wale & Roscoe Dash – No Hands - Rihanna feat. Drake – What’s My Name? |
| Best Centric | Video Director of the Year |
| - Marsha Ambrosius - R. Kelly - Eric Benét - Cee-Lo Green - Kem | - Chris Robinson - Benny Boom - Mr. Boomtown - Kanye West - Hype Williams |
| YoungStars Award | Best Movie |
| - Jaden Smith - Willow Smith - Shenell Edmonds - Keke Palmer - Diggy Simmons | - For Colored Girls – Die Tränen des Regenbogens - Sterben will gelernt sein - Takers – The Final Job - Auch Liebe macht mal Ferien 2 |
| Best Actress | Best Actor |
| - Taraji P. Henson - Halle Berry - Regina King - Zoe Saldana - Kerry Washington | - Idris Elba - Laz Alonso - Chris Brown - Don Cheadle - Jamie Foxx |
| Best Female Athlete of the Year | Best Male Athlete of the Year |
| - Serena Williams - Tamika Catchings - Candice Dupree - Maya Moore - Venus Williams | - Michael Vick - Carmelo Anthony - Kobe Bryant - LeBron James - Derrick Rose |
| Best International Act: Africa | Best International Act: United Kingdom |
| - 2face Idibia (Nigeria) - D'banj (Nigeria) - D-Black (Ghana) - Fally Ipupa (DR Kongo) - Angélique Kidjo (Benin) - Teargas (Südafrika)                                                                                      | - Tinie Tempah - VV Brown - Chipmunk - Laura Izibor - Skepta - Tinchy Stryder |
| FANdemonium Award | BET Lifetime Achievement Award |
| - Chris Brown - Nicki Minaj - Lady Gaga - Mindless Behavior | - Patti LaBelle |
| Humanitarian Award | |
| - Steve Harvey | |